# Wykoff
Wykoff – miasto w Stanach Zjednoczonych, w stanie Minnesota, w hrabstwie Fillmore.